# 虹膜檢測

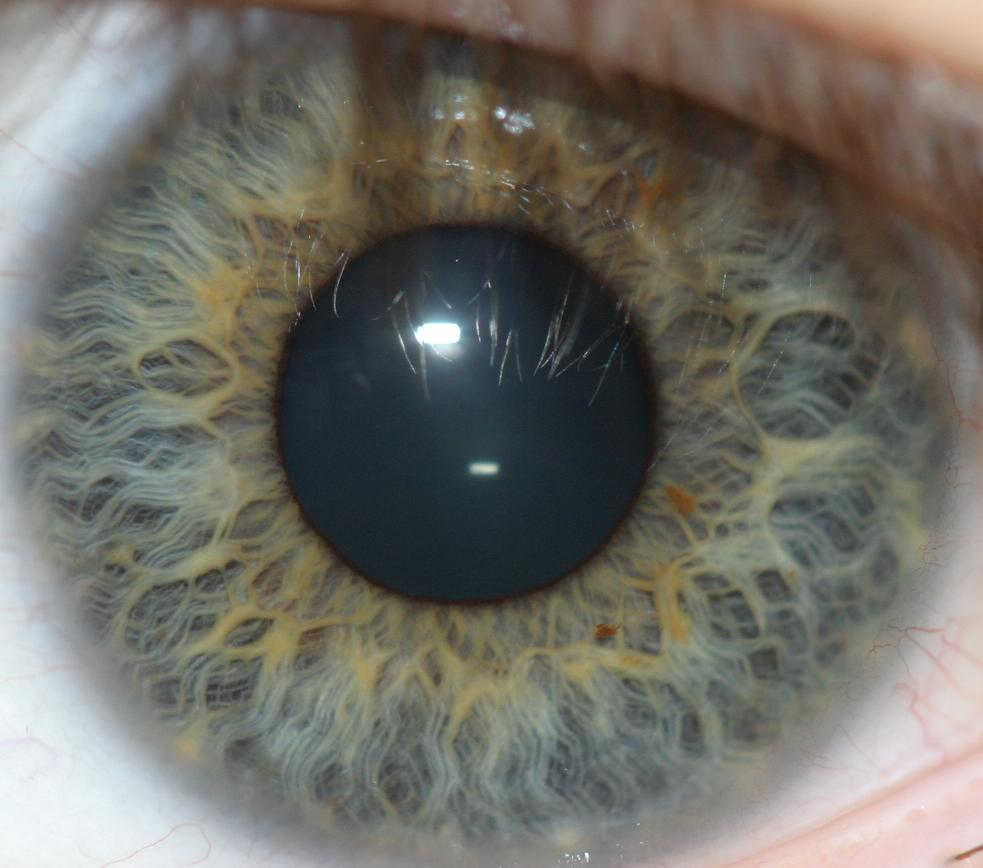
左眼虹膜

 虹膜檢測是一種生物特徵識別的自動化方法，它使用虹膜檢測儀拍攝並且利用雲端運算識別技術對個人眼睛的一個或兩個虹膜的影像進行識別，虹膜的複雜模式是獨特且穩定的，並且可以反應身體的現況。虹膜檢測使用具有微妙近紅外照明的攝像機技術來獲取外部可見的虹膜細節豐富、複雜結構的圖像。
虹膜檢測技術已有超過百年的歷史，在西方已經有廣泛的應用。
虹膜檢測主要是透過虹膜檢測儀器，觀察虹膜的五大變化，包括色澤、線條和斑塊等；根據這些變化，可以推斷身體的健康情況及毒素的分佈情況，透過虹膜檢測儀器，只需要不到十分鐘的時間，就可以清楚地知道自己的腸胃系統是否健康，是否存在潛在的心血管疾病、糖尿病等症狀。
除了健康方面以外，虹膜檢測也用於身份確認和安全維護的領域，例如三星Galaxy Note 7、三星Galaxy S8、三星Galaxy Note 8、三星Galaxy S9、三星Galaxy Note 9，以虹膜辨識作為生物辨識解鎖的方案之一。